# Koehler Holding
Die  Koehler Holding SE & Co. KG ist die Konzernobergesellschaft der Koehler Group, einem deutschen Papierhersteller mit Sitz in Oberkirch. 
Weitere deutsche Produktionsstandorte befinden sich in Kehl, Greiz, Weisenbach und Willstätt. 
Am 1. Oktober 2009 wurde die damals insolvente Katz Group in Weisenbach (heute: Katz GmbH & Co. KG), der Weltmarktführer in der Produktion von Bierdeckeln, von Koehler übernommen. Auch sie ist Teil der Koehler-Gruppe.
In der Koehler Paper SE sind derzeit rund 1.600 Mitarbeiter beschäftigt, bei KATZ in Weisenbach 230 Mitarbeiter.
2022 lag der Absatz bei über 500.000 Tonnen Papier und Pappe in den Sparten Thermopapier, flexibles Verpackungspapier, Selbstdurchschreibepapier, Feinpapier, Dekorpapier, farbiges Papier, bunte Recyclingkartons aus 100 % Sekundärfaserstoffen sowie Produkten aus Holzschliffpappe. Mit Thermopapieren, Spielkartenkarton und Getränkeuntersetzern hat es das Unternehmen an die Weltmarktspitze geschafft, mit reacto® Selbstdurchschreibepapieren ist es europaweit führend. 
Erst 2019 kam die Sparte der flexiblen Verpackungspapiere hinzu, für die in eine neue Produktionslinie im Werk Kehl investiert wurde. Gemeinsam mit der TU Darmstadt entwickelt die Koehler Innovation & Technology GmbH Barrierepapiere, welche die Funktion von Kunststoff und anderen Barrierematerialien übernehmen sollen. Ziel ist es, Kunststoff in flexibler Verpackung durch Papier zu ersetzen.
Unter der Koehler Holding SE & Co. KG befindet sich seit 2012 auch die Koehler Renewable Energy GmbH, die im Bereich Windkraft an Land, Photovoltaik, Wasserkraft und Kraftwärmekopplung aktiv ist.

## Geschichte
1807 erwarb Otto Koehler, ein Kaufmann aus Karlsruhe, die Oberkircher „Papiermühle im Loh“ und gründet das heutige Weltunternehmen: Nachdem Jacob Pfeil die Mühle 1802 erworben hat und bereits 1807 zahlungsunfähig ist, geht die Mühle an Otto Koehler. In der kurzen Zeit seiner Tätigkeit muss Pfeil bauliche Verbesserungen an dem Gebäude durchgeführt haben: Von seinem Wirken zeugt ein Schluss-Stein, der sich ursprünglich über der Haustür der Mühle befand. Darauf abgebildet sind seine Initialen, die Jahreszahl 1803 und ein Papiermacher. Der Übergang vom Papierschöpfen auf die maschinelle Herstellung erfolgte im Jahre 1865, als die erste Papiermaschine im Werk aufgestellt wurde. 1922 wurde die Papierfabrik August Koehler AG im Familienbesitz gegründet, welche sich im gleichen Jahr an der W. Euler Papierfabrik GmbH & Co. KG beteiligte. 1963 ließ Koehler das Selbstdurchschreibepapier „reacto“ patentieren. 1988 wurde in Kehl das bis heute größte Werk der Papierfabrik August Koehler AG errichtet. Hier werden auf drei Papiermaschinen Thermopapiere, Selbstdurchschreibepapiere und Dekorpapiere hergestellt. Heute wird das Familienunternehmen in der achten Generation geführt.
2012 wurde die Rechtsform von einer AG in eine europäische Gesellschaft (Societas Europaea, SE) geändert.
Im Juni 2014 erfolgte die Verschmelzung der Koehler Energie GmbH (HKW Oberkirch) auf die Papierfabrik August Koehler SE.

## Gesellschafter
(Stand: 17. Jan. 2024):
1. Klaus Furler 2. Kai Furler 3. Eva-Diana Matz 4. Gisela Zimmermann 5. Irmgard Klein 6. Friedrich Hammann 7. Ludwig Brüggemann 8. Klaus Haasis 9. Rolf Tschernig 10. Klaus Tschernig 11. Markus Tschernig 12. Nicole Salditt 13. Holzhey Familien Holding GmbH & Co. KG 14. Karl Haasis 15. Bettina Whiteman 16. Annette Huerre 17. Fanny Huerre 18. Marléne Huerre 19. x.x. (unter 21 J.) 20. x.x. (unter 18 J.)